# La Vara

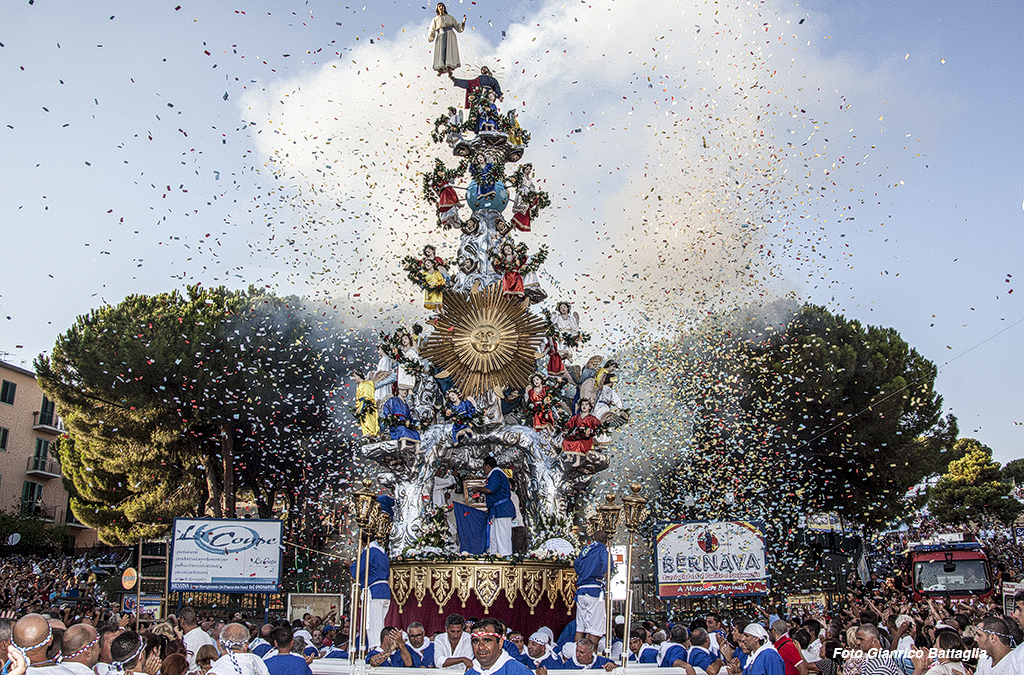
La Vara

Zu den wichtigsten Volksfesten in Messina zählt die Processione della Vara, ein kirchliches Fest, das jährlich am 15. August gefeiert wird.
Die Vara wird zu Ehren der Aufnahme Marias in den Himmel begangen. Zugleich spielt die Verehrung der Madonna della Lettera (Madonna des Briefes), Schutzpatronin der Stadt Messina, eine Rolle, deren Festtag der 3. Juni ist. In der Kathedrale von Messina sind Haare als Reliquie Marias aufbewahrt, die jährlich während der Fronleichnamsprozession und am 3. Juni im Vascelluzzo, einem mit Silberplatten bedeckten, etwa einem Meter langen Holzschiff, durch die Stadt getragen werden.
In den Tagen vor dem 15. August werden zwei kolossale Figuren durch die Stadt zum Hafen gezogen, die die legendären Stadtbegründer zeigen: Die Messinesin Mata und den Mohr Grifone. Die beiden werden Giganti, die Riesen, genannt. Am 15. August wird eine Statue, die Vara, durch die Stadt getragen. Sie stellt die verschiedenen Phasen der Himmelfahrt Mariens dar und ist etwa 13,50 Meter hoch. Sie besteht aus Figuren wie Engeln, Sonne und Mond. Die Engel wurden ursprünglich durch Kinder dargestellt, nach einigen Unfällen aber durch Pappmaché-Figuren ersetzt. Auf der Spitze thront die Figur des Christus, der in einer Hand eine Silberstatue von Lio Gangeri aus dem Jahr 1902 trägt, die die aufsteigende Maria zeigt. Die Statue wurde 1535 zu Ehren von Karl V. gebaut, der damals zu Besuch in Messina weilte. Heute steht am Hafen von Messina eine große Mariensäule. Der Sockel trägt als Aufschrift einen Satz aus dem legendären Brief der Madonna della Lettera: „Vos et ipsam civitatem benedicimus“ (deutsch: Wir segnen euch und die Stadt).